# Qiang (narod)
Qiang (kineski: 羌族 Qiāngzú) je etnička grupa u Kini, jedna od 56 etničkih grupa koje službeno priznaju vlasti NR Kine. Broje oko 200.000 pripadnika, a pretežno živi u sjeverozapadnom dijelu provincije Sečuan. 

## Povijest
Izraz "Qiang" se prvi put pojavljuje u Shi Jingu kao referenca vezana uz Tanga od Shanga (1675.  pr. Kr.-1646.  pr. Kr.).  Izgleda da su u to vrijeme živjeli na području od sjevernog Shaanxija do sjevernog Henana. Bili su spretni u izradi proročkih kostiju i bili bilski Zhouima. Ponekad ih se povezuje s narodom Rongom. Ekspanzija Qianga je zaustavljena tek usponom države Qin pod Vojvodom Muom. Mnogo stoljeća kasnije je vođa Qianga po imenu Yao Chang osnovao kraljevinu Kasniji Qin (384-417) jedno od Šesnaest kraljevstava.

## Jezik
Dva jezika kojima govore pripadaju tibetsko-burmanskoj porodici, užoj skupini tangut-qiang. To su sjeverni qiang [cng] i južni qiang [qxs].

## Vanjske poveznice
- http://ultra.ihp.sinica.edu.tw/~origins/pages/barbarbook4.htm  Arhivirana inačica izvorne stranice od 16. svibnja 2021. (Wayback Machine)
- Cimulin Qiang ethnic profile by Asia Harvest  Arhivirana inačica izvorne stranice od 26. rujna 2007. (Wayback Machine)
- Los Angeles Times article, May 21, 2008